# Campylium pseudocomplexum
Campylium pseudocomplexum là một loài Rêu trong họ Amblystegiaceae. Loài này được (Kindb.) Broth. mô tả khoa học đầu tiên năm 1908.